# Sandra Monfort Oliver
Pour les articles homonymes, voir Monfort et Oliver.
Sandra Monfort Oliver (Pedreguer, 4 juillet 1992) est une chanteuse valencienne qui fait partie du trio musical Marala,.
À dix-sept ans elle s'installe à Barcelone pour réaliser des études supérieures de musique, puis rentre à Pedreguer, sa ville natale. Avec Toni Fort (du groupe ZOO), elle forme le groupe de folk-fusion Xaluq, qui publie en 2016 le disque Empelt,,. En 2020, Marala publie son premier disque A trenc d'alba, avec lequel elle obtient les prix Ovidi Montllor et Enderrock Balear . En 2021, elle publie son premier travail en solo, Niño reptil ángel,,,. En 2023 sort l'album La mona, où elle continue à mêler tradition et musique contemporaine.

## Musique

### Avec Xaluq
- Empelt (2016)

### Avec Marala
- A trenc d'alba (2020)
- Jota de morir (2022)

### En solo
- Niño reptil ángel (2021)
- La mona(2023)